# Strongygaster vernalis
Strongygaster vernalis är en tvåvingeart som först beskrevs av Robineau-desvoidy 1863.  Strongygaster vernalis ingår i släktet Strongygaster och familjen parasitflugor.
Artens utbredningsområde är Frankrike. Inga underarter finns listade i Catalogue of Life.